# ブライアン・ロメロ
ブライアン・エセキエル・ロメロ（スペイン語: Braian Ezequiel Romero、1991年6月15日 - ）は、アルゼンチンのサッカー選手。CAベレス・サルスフィエルド所属。ポジションはFW。

## クラブ歴
プリメーラB・メトロポリターナのCAアカッスソで2011-12シーズンに選手デビューした。2014年までに78試合に出場した。2015年1月にプリメーラ・ディビシオンのCAコロンに期限付き移籍。移籍後4試合目となったCAロサリオ・セントラル戦でプリメーラ初得点。続く15試合で4得点をあげた。
2016年1月10日にプリメーラ・ディビシオンのAAアルヘンティノス・ジュニアーズに完全移籍。アルヘンティノス・ジュニアーズは彼の1年目にしてプリメーラB・ナシオナルに降格するが、2部で42試合15得点を記録し、プリメーラ・ディビシオン復帰に大きく貢献した。
2017年12月30日にCAインデペンディエンテに完全移籍。2018年1月29日に移籍後初出場、3月5日に移籍後初得点。
2019年2月にアトレチコ・パラナエンセに期限付き移籍。7月20日に移籍後初得点をカンピオナート・ブラジレイロ・セリエAで決めた。8月7日にはJリーグカップ/コパ・スダメリカーナ王者決定戦2019に出場し得点を決めて4-0の勝利に貢献した。
2021年7月7日、CAリーベル・プレートに3年半契約で移籍した。

## タイトル
アルヘンティノス・ジュニアーズ
- プリメーラB・ナシオナル：2016-2017

アトレチコ・パラナエンセ
- Jリーグカップ/コパ・スダメリカーナ王者決定戦：2019
- コパ・ド・ブラジル：2019

デフェンサ・イ・フスティシア
- コパ・スダメリカーナ：2020
- レコパ・スダメリカーナ：2021

リーベル・プレート
- プリメーラ・ディビシオン : 2021